# 大森村 (愛知県)
大森村（おおもりむら）は、愛知県東春日井郡にかつてあった村。現在の名古屋市守山区大森・森孝の区域に該当する。

## 沿革
- 明治22年（1889年）10月1日 - 町村制の施行により、大森村・森孝新田が合併して大森村が発足。
- 明治39年（1906年）7月16日 - 二城村・小幡村・高間村と合併して守山町が発足。同日大森村廃止。